# Pierre Philippeaux
Pierre Nicolas Philippeaux (9. listopadu 1754, Ferrières – 5. dubna 1794, Paříž) byl právník, který za Francouzské revoluce jako poslanec zastupoval departement Sarthe v Národním konventu.

## Životopis
Philippeaux byl právník a posléze soudce u okresního soudu v Le Mans. Po vypuknutí revoluce začal vydávat noviny Défenseur de la liberté (Obránce svobody). Jako poslanec hlasoval pro smrt krále, poté byl poslán jako emisar do Vendée, kde byl znám svou umírněností. Po návratu do Paříže odsoudil nedbalost generálů Ronsina a Rossignola a vznesl vážná obvinění proti ministrovi války Bouchottovi. Předložil dekret žádající Konvent, aby prozkoumal chování generálů vyslaných Bouchottem. Dekret však zamítl Barère de Vieuzac.
Philippeaux si znepřátelil Collota d'Herbois a Carriera a byl Saint-Justem obviněn ze zrady a protirevolučních činů. Jakožto spojence dantonistů ho potkal stejný osud. Byl zatčen v noci z 30. na 31. března 1794 a gilotinován dne 5. dubna, ve stejný den jako Delacroix, Desmoulins a Danton.

## Dílo
- Discours de Philippeaux à la séance des Jacobins, 1794
- Lendemain de la fête civique du 15 avril 1792
- Lettres de Philippeaux à sa femme
- Catéchisme moral et religieux par le citoyen Philippeaux, représentant du peuple. Nantes, Malassis, 1793
- Opinion sur la formation du Tribunal révolutionnaire, 1793
- Philippeaux aux amis de la Justice et  de la Vérité, 1794
- Réponse de Philippeaux à tous les défenseurs officieux des bourreaux de nos frères dans la Vendée, avec l'acte solemnel d'accusation, fait à la séance du 18 nivôse. Suivie de trois lettres écrites à sa femme, de sa prison (vydáno posmrtně)

## V umění
Ve filmu Danton Andrzeje Wajdy z roku 1983 hraje roli Philippeauxe Serge Merlin.